# Božena Ruk-Fočić
Božena Ruk-Fočić (Zagreb, 31. listopada 1931. – Zagreb, 21. travnja 2010.), hrvatska operna pjevačica, sopran.

## Nagrade i priznanja
- nagrada Milka Trnina za 1973. godinu

## Vanjske poveznice
- Hrvatski operni pjevači 1945-2002.